# Combat aérien du 5 octobre 1914
Première Guerre mondiale
Le combat aérien du 5 octobre 1914 est le premier combat aérien de l'histoire qui se termine par la victoire d'un des protagonistes. Il a lieu dans la région de Reims (France) le 5 octobre 1914, au début de la Première Guerre mondiale. Le caporal français Louis Quenault, à bord d'un Voisin III piloté par le sergent Joseph Frantz, abat un Aviatik allemand.

## Contexte
L'aéronautique militaire est encore une idée nouvelle au début de la Première Guerre mondiale. En effet, l'avion lui-même est d'invention récente, puisque le premier vol du Flyer des frères Wright n'a eu lieu qu'en 1903. Les progrès sont rapides et dès 1909 la France se dote d'avions dédiés à la reconnaissance militaire. Le 1er novembre 1911 en Libye ottomane, pendant la guerre italo-turque, l'aviateur italien Giulio Gavotti est le premier à effectuer un bombardement — quatre grenades lancées à la main. Le premier avion abattu, un Nieuport italien, est victime de tirs de mitrailleuses en 1912.
Au début du conflit mondial, aucun combat aérien n'a donc encore eu lieu. Le 26 août 1914, l'aviateur russe Piotr Nesterov jette volontairement son Morane-Saulnier Type G sur un Albatros B.II austro-hongrois dans la région de Jovkva (front de l'Est), une manœuvre particulière appelée « taran » qui conduit à la destruction des deux aéronefs et à la mort de leurs occupants.

## Protagonistes

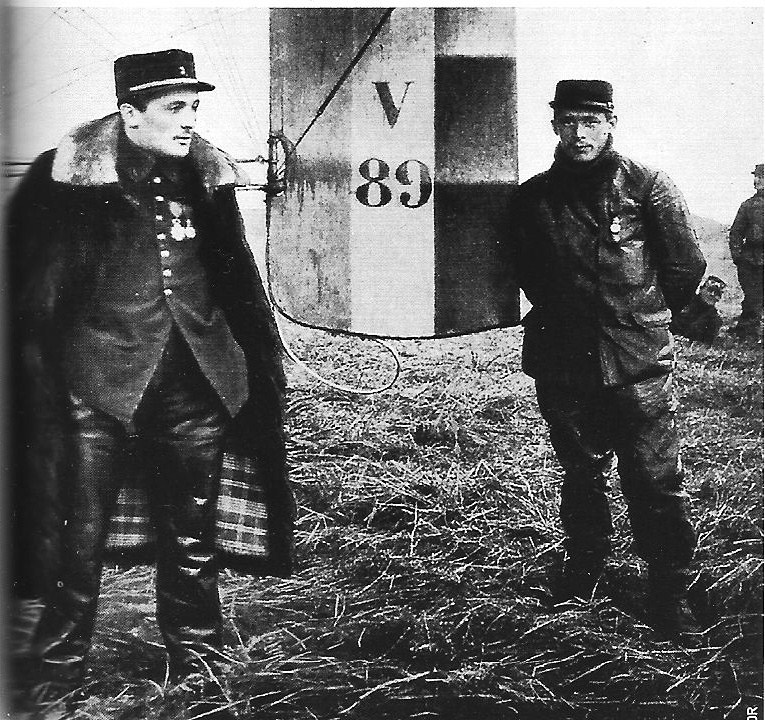
Joseph Frantz et Louis Quenault.

Joseph Frantz, né le 7 août 1890 à Beaujeu (Rhône), a obtenu son brevet de pilote en 1911 et travaille d'abord comme pilote d'essai chez Savary tout en participant à divers concours comme le concours militaire du camp de Châlons. En décembre 1911, il réussit l'exploit de passer entre les tours de la cathédrale de Chartres. Il est appelé au service militaire l'année suivante et continue à voler pendant ses permissions. Le 1er août 1914, il est affecté à l'escadrille V.24 où il est promu sergent le 6 août.
Louis Quenault, né de père inconnu le 2 octobre 1892 à Paris, a été élevé par sa mère cuisinière dans un milieu modeste, puis reconnu à l'âge de treize ans par Eugène-Léon Quenault, dont il porte dès lors le nom. Il est affecté comme mécanicien aviateur auprès de Joseph Frantz.
Les deux hommes ont déjà engagé le combat dans les airs à onze reprises mais ne sont jamais parvenu à abattre leur adversaire, en raison de la puissance de feu dérisoire de leur revolver.
L'équipage allemand est composé du sergent Wilhelm Schlichting, qui pilote, et du lieutenant Fritz von Zangen, observateur.

## Combat du 5 octobre

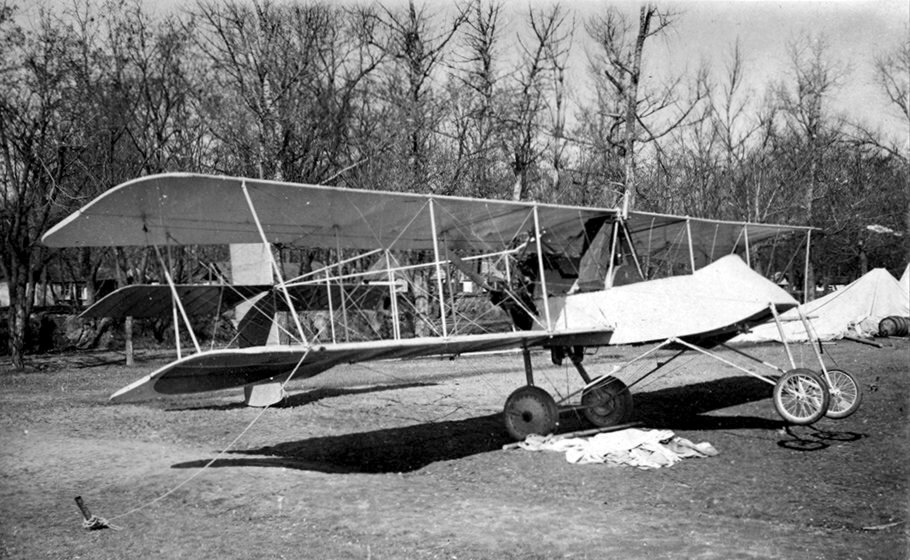
Un Voisin III français.

Le matin du lundi 5 octobre 1914, Joseph Frantz et Louis Quenault ont pour mission de mener une opération de bombardement sur les lignes allemandes du secteur du fort de Brimont en larguant six obus de 75 ou 90 mm empennés, selon les sources. À la demande de Frantz, leur biplan Voisin III est armé d'une mitrailleuse Hotchkiss. C'est le constructeur de l'avion lui-même, Gabriel Voisin, ami du capitaine André Faure qui commande l'escadrille, qui l'installe sur un trépied. L'idée est strictement privée, la hiérarchie n'a pas donné son accord. Le Voisin III (ou Voisin 3) est un appareil de conception récente, puisque son premier vol ne date que de quelques mois. C'est un avion biplan à hélice propulsive auquel sa structure en acier léger confère une grande robustesse.
Après que Quenault s'est installé derrière lui avec les obus et la mitrailleuse, Frantz fait décoller l'avion vers 8 heures du matin du terrain de Lhéry et monte à 2 000 m d'altitude. La mission accomplie, il prend la direction du Chemin des Dames. Alors qu'ils survolent les lignes françaises, les deux hommes aperçoivent un Aviatik allemand. Celui-ci est piloté par le sergent Wilhelm Schlichting, accompagné du lieutenant observateur Fritz von Zangen. Ce dernier n'est armé que d'une simple carabine.
Frantz décide de l'attaquer. Son expérience, jusque là infructueuse, du combat aérien lui permet de savoir que ce n'est qu'en s'approchant au plus près de l'ennemi — à moins de 10 mètres — qu'ils pourront l'abattre. En effet, à cause du manque de fiabilité de la mitrailleuse qui a tendance à s'enrayer, il faut tirer au coup par coup, ce qui rend toute tentative à distance très aléatoire.

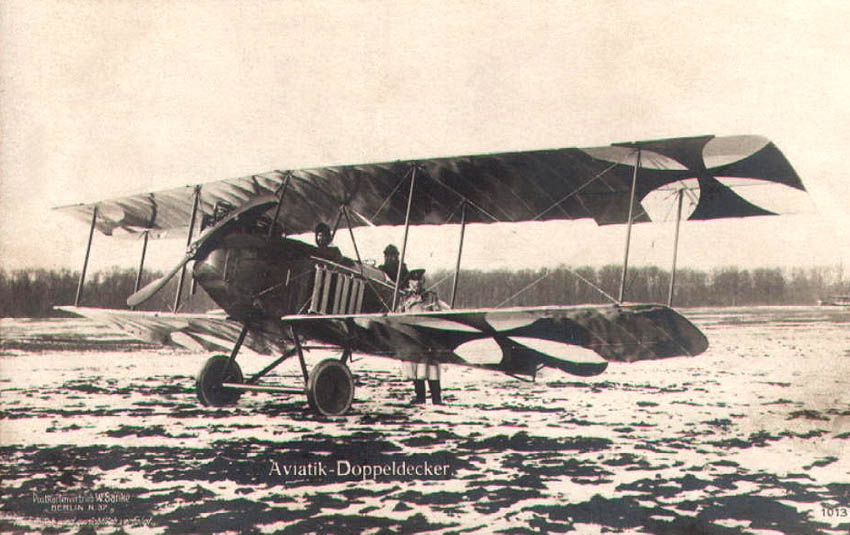
Un Aviatik B.I allemand.

Frantz place son avion derrière l'Aviatik, légèrement au-dessus de lui afin de faciliter le travail de son coéquipier. Celui-ci ouvre le feu et, pendant un quart d'heure, tire avec régularité sur sa cible qui tente de lui échapper en effectuant une large spirale. Au bout de quarante-sept balles tirées, la mitrailleuse Hotchkiss s'enraye et Quenault commence à démonter la culasse afin de la remettre en état. À ce moment-là, l'aéronef allemand se cabre, s'abat sur son aile gauche et pique soudainement vers le sol en prenant feu. Il s'écrase à proximité de Jonchery-sur-Vesle (Marne) sous les yeux du général Franchet d'Espèrey et de nombreux soldats de la 5e armée attirés par le spectacle.
Le général fait inhumer les corps des aviateurs allemands avec les honneurs militaires.

## Conséquence

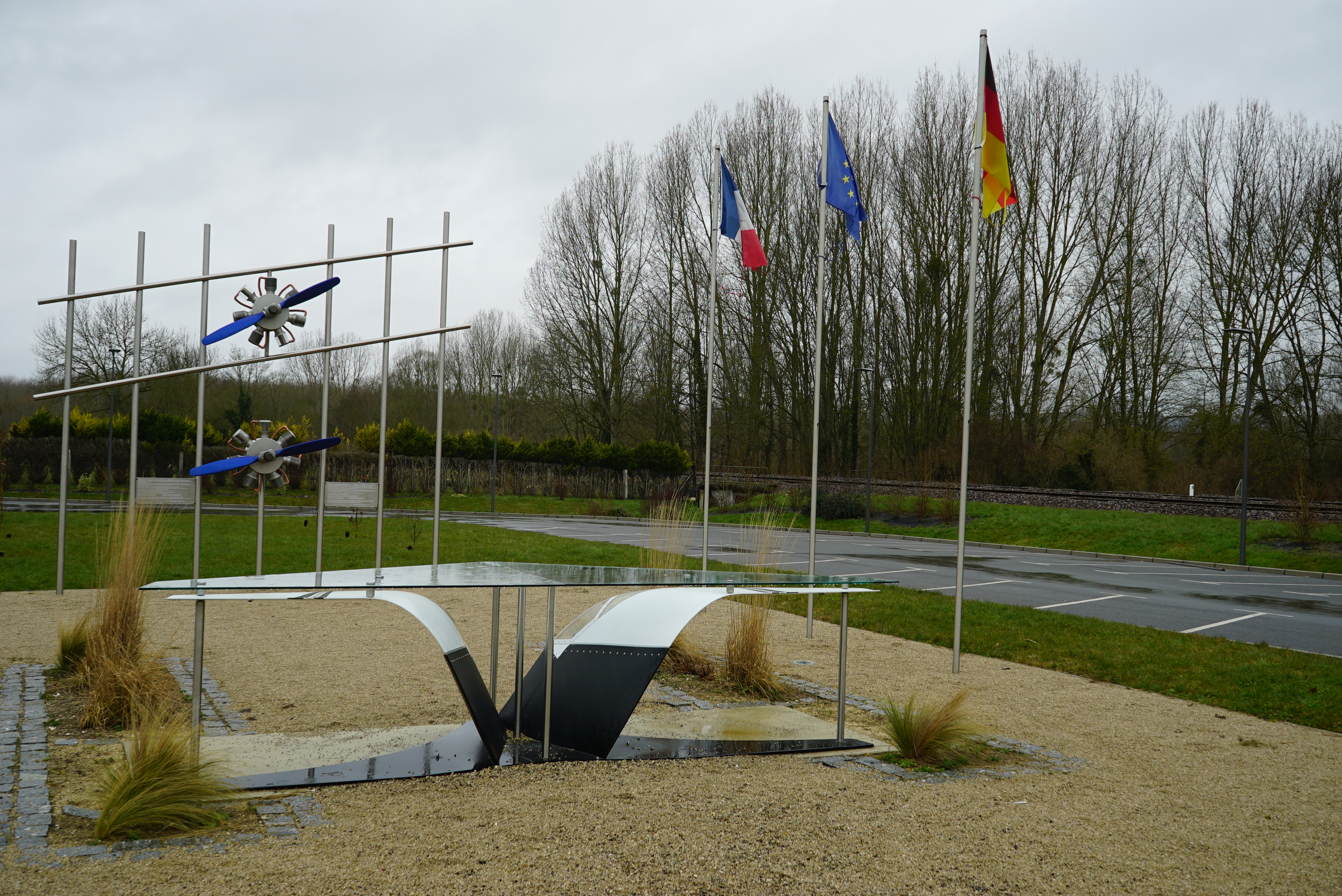
Le mémorial de l'événement à Muizon.

Ce combat est la première victoire aérienne de l'histoire. Pour ce fait d'arme, Louis Quenault reçoit la Médaille militaire et Joseph Frantz, déjà titulaire de cette décoration, est fait chevalier de la Légion d’honneur.
Cette première victoire homologuée confirme l'utilité qu'il y a à armer les avions et relance l'intérêt de l'état-major français pour développer des systèmes de mitrailleuses, alors qu'une partie des officiers souhaitaient concentrer les efforts sur le bombardement.
Plusieurs des grands journaux de l'époque, comme Le Figaro le 8 octobre et Le Temps le jour suivant, relatent l'événement. Le communiqué de presse publié contient toutefois une erreur car il indique que les deux aviateurs ne décolèrent qu'après avoir repéré l'Aviatik au-dessus des lignes françaises, dans le but de lui donner la chasse,.
Une cérémonie du centenaire a lieu le 5 octobre 2014 à Jonchery-sur-Vesle au cours de laquelle une plaque commémorative est installée en présence des descendants de Joseph Frantz. Une exposition au musée de l'Air et de l'Espace du Bourget dédiée aux aviateurs de la Grande guerre est inaugurée le même jour.